# Arte geometrica

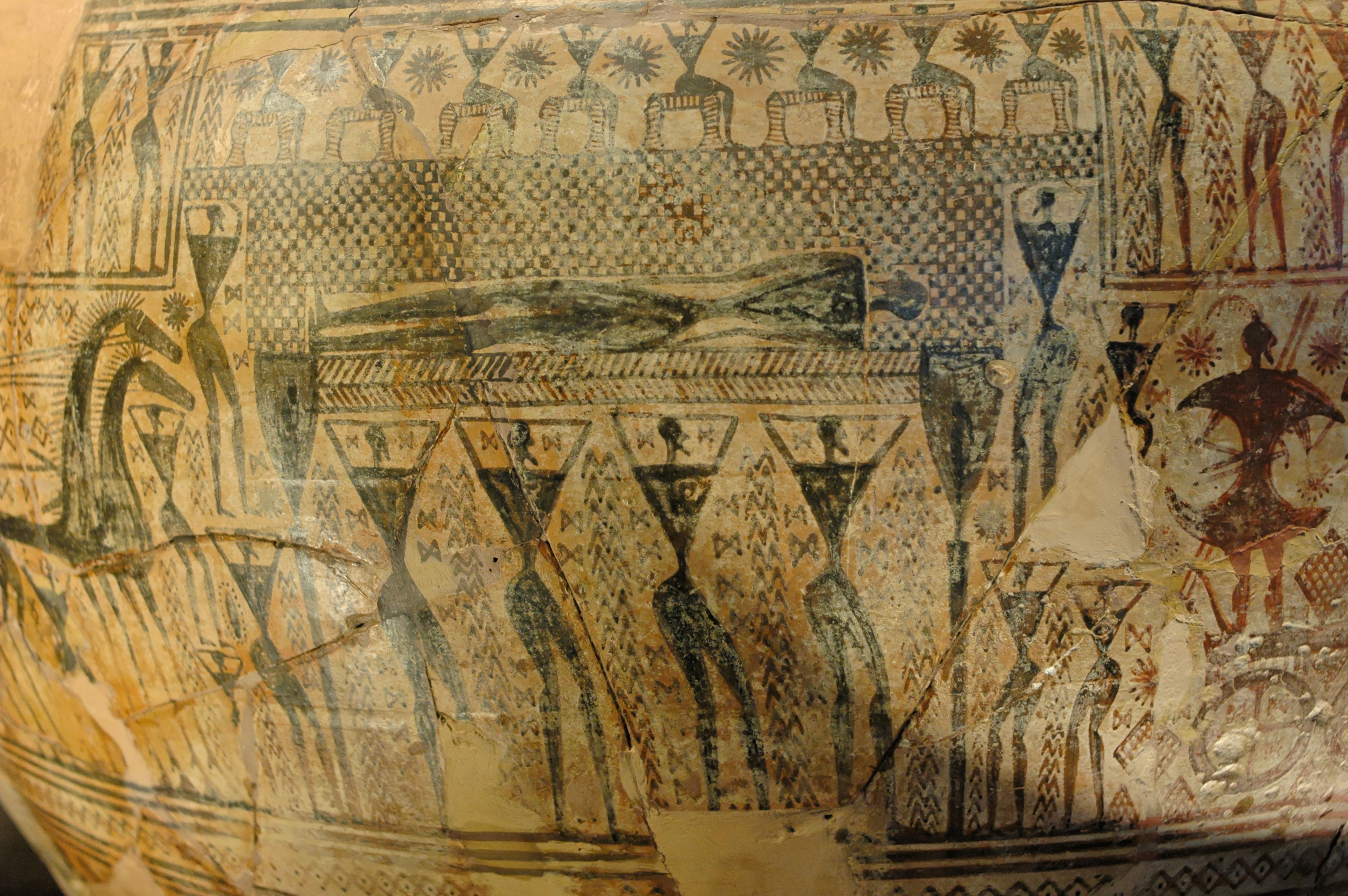
Prothesis sul frammento di un cratere del pittore del Dipylon, Parigi, Louvre, A 517

Con arte geometrica si intende la produzione materiale della civiltà greca tra il 900 e il 700 a.C., che prende il nome dal termine tradizionalmente usato per la produzione ceramica dello stesso periodo. Durante l'VIII secolo a.C. con la ripresa dei commerci in oriente e la fondazione delle prime colonie in occidente la popolazione greca uscì da un periodo di relativo isolamento acquisendo nuove capacità e nuove conoscenze (tecniche nuove per la lavorazione dei metalli, l'alfabeto fenicio); nella seconda metà del secolo si stabilizzò una nuova forma di aggregazione politica e sociale chiamata polis che portò alla formazione di una nuova tradizione figurativa. Le testimonianze per il periodo sono prevalentemente archeologiche benché si utilizzino notizie provenienti dalle fonti letterarie più recenti. La documentazione materiale è inoltre costituita in gran parte da oggetti in ceramica, uno dei pochi materiali non deperibili utilizzati durante la prima età del ferro.

## Geometrico antico e medio

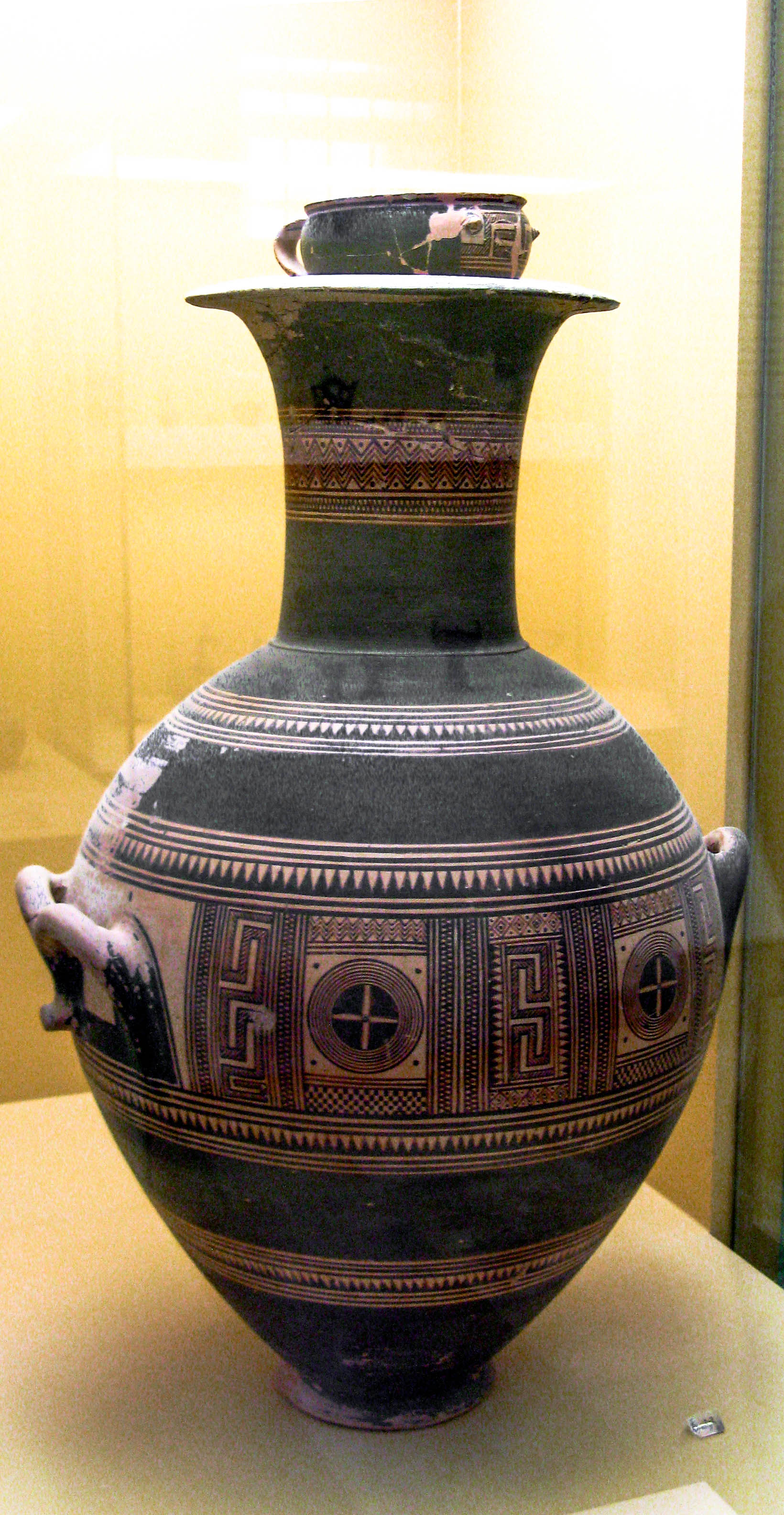
Anfora funeraria in stile geometrico (tomba G 41). Atene, Museo dell'Agora P27629.

Durante il primo e medio geometrico (900-770 a.C.) le comunità greche attraversarono una fase di crescita e prosperità tecnologica, culturale e commerciale. La tomba di una donna aristocratica scavata sul versante nord dell'Areopago ad Atene (Tomba G41), datata a poco prima dell'850 a.C., conteneva oro, ceramica, avorio e altri reperti che indicano come ad Atene si fossero rinnovati i contatti con la fonte di questi materiali, il Vicino oriente. L'avorio, benché importato, poteva essere stato lavorato ad Atene da artigiani ateniesi, mentre gli orecchini d'oro potevano essere il lavoro di un orafo fenicio. Alcuni fenici potevano essersi stabiliti ad Atene; un'intera corporazione di orafi orientali è attestata a Cnosso (Creta), nell'ultima metà del IX secolo a.C. Gli stessi materiali di importazione provengono dalle tombe contemporanee di Lefkandi e allo stesso periodo si ascrivono nuovi insediamenti greci nel Vicino oriente.
La ripresa dei contatti commerciali fu il primo passo verso la fine del medioevo ellenico e la nascita della polis. La Grecia era una terra di piccole comunità e il passaggio dall'ordine tribale, basato sulla parentela e sui signori rurali (basileus), alla nascita della polis, su base geografica e aristocratica, fu un processo lento e irregolare di cui si possono menzionare alcuni segnali, come la costruzione delle mura difensive intorno a Smirne (IX secolo a.C.) e la contemporanea costruzione a Eretria di un edificio a ferro di cavallo, con fondamenta di pietra e sostegni in legno, forse il primo di una serie di templi o comunque un'architettura votiva che svolgeva un ruolo sacro e di riferimento per il nuovo centro abitato. Le campagne dell'Attica avevano iniziato ad essere popolate in epoca protogeometrica con un processo di colonizzazione proveniente da Atene stessa; l'unificazione avvenne tra il 900 a.C. e l'inizio dell'VIII secolo a.C. Le offerte nelle tombe micenee e lo stabilirsi dei santuari sono fenomeni collegati al processo di unificazione.
L'apparizione dei santuari, in particolare, indica il trasferimento del culto dalle dimore dei basileis ad aree collettive ed il fenomeno è contemporaneo alle prime deposizioni di oggetti votivi. Il santuario di Kalapodi (nell'antica Focide) mostra l'evolversi delle pratiche cultuali, che si servivano in origine di un altare ed in seguito di una semplice struttura lignea, eretta verso l'830-820 a.C. L'edificio a forma di ferro di cavallo costruito a Eretria non era differente dalle altre capanne del villaggio, né quello costruito nello stesso periodo nei pressi di Perachora (Corinto). Nell'VIII secolo a.C. gli edifici sacri venivano eretti seguendo la tipologia adottata per le costruzioni abitative destinate alle classi più elevate, con peristasi e abside; quest'ultima caratteristica nel VII secolo a.C. verrà sostituita dall'edificio a forma rettangolare.

## Tardo geometrico
Con l'avanzare dell'VIII secolo a.C. le differenze tra il mondo greco e quello miceneo andavano diminuendo. Le rovine dell'età del bronzo erano ancora visibili e frequentemente venivano inglobate all'interno delle nuove costruzioni; le mura micenee dovevano essere state motivo di ammirazione per i greci che non sapevano ancora costruire in quello stesso modo, ma il tardo geometrico era maggiormente avanzato dal punto di vista tecnologico ed economicamente più prosperoso. Dopo il 750 a.C. iniziò a manifestarsi il culto dell'eroe: vasi votivi vennero posti in tombe micenee scoperte accidentalmente. Questi tumuli venerati dai greci erano considerati come i luoghi di riposo dei personaggi eroici che vivevano nelle loro leggende e che costituivano il loro passato. Le scene narrative relative a battaglie e guerrieri presenti sulle ceramiche del tardo geometrico non derivavano dall'Iliade e dall'Odissea come si era pensato nei primi studi sull'argomento, ma sono da collegarsi alla riscoperta delle tombe micenee e dei reperti vascolari in esse contenuti. Le classi aristocratiche trovarono nel contatto ideale con l'età del bronzo un altro modo per affermare e rafforzare il proprio status sociale, soprattutto in un periodo di trasformazioni come quello che aveva visto la nascita della polis, con le sue tendenze accentratrici, e i nuovi insediamenti nelle campagne circostanti. Il carattere neo-miceneo della rinascenza tardo geometrica era in parte alimentato da un impulso conservativo e reazionario. L'uso della narrazione mitologica faceva parte di un processo di definizione che aveva valore politico e sociale; ad esso non doveva essere stato estraneo il confronto con le civiltà orientali le quali potevano aver stimolato tra i greci l'esigenza di cercare proprie radici e propri modelli.
Gli oggetti, preziosi e simbolici, vengono utilizzati dalle classi dominanti non solo per commemorare e celebrare i morti, ma anche per assicurarsi il favore degli dei. Con l'erezione degli altari e degli edifici votivi nei santuari aumenta la deposizione di oggetti votivi, come le statuette in bronzo e in terracotta, in occasione di feste e rituali. La prosperità favorisce gli scambi e i contatti all'interno della stessa Grecia, anche grazie ai santuari panellenici (Olimpia dal 776 a.C., Delfi dalla metà dell'VIII secolo a.C.), rafforzando il senso dell'origine comune e l'importanza dei culti ufficiali. Numerose sono le statuette rinvenute nei santuari e appartenenti al tardo geometrico; rappresentano animali come uccelli, tori, cavalli, o guerrieri, con lance o a cavallo; scarse le figure femminili, rappresentate in attività cultuali o riproducenti l'iconografia tipica della dea Astarte. Un gruppo bronzeo proveniente da Samo attesta la derivazione di alcuni temi greci dalla diffusa produzione toreutica fenicia. Particolarmente frequenti nei santuari sono i tripodi bronzei, divenuti oggetti cultuali e premi nelle competizioni atletiche e poetiche, ma derivati dal vasellame domestico dell'età del bronzo.

## Ceramografia

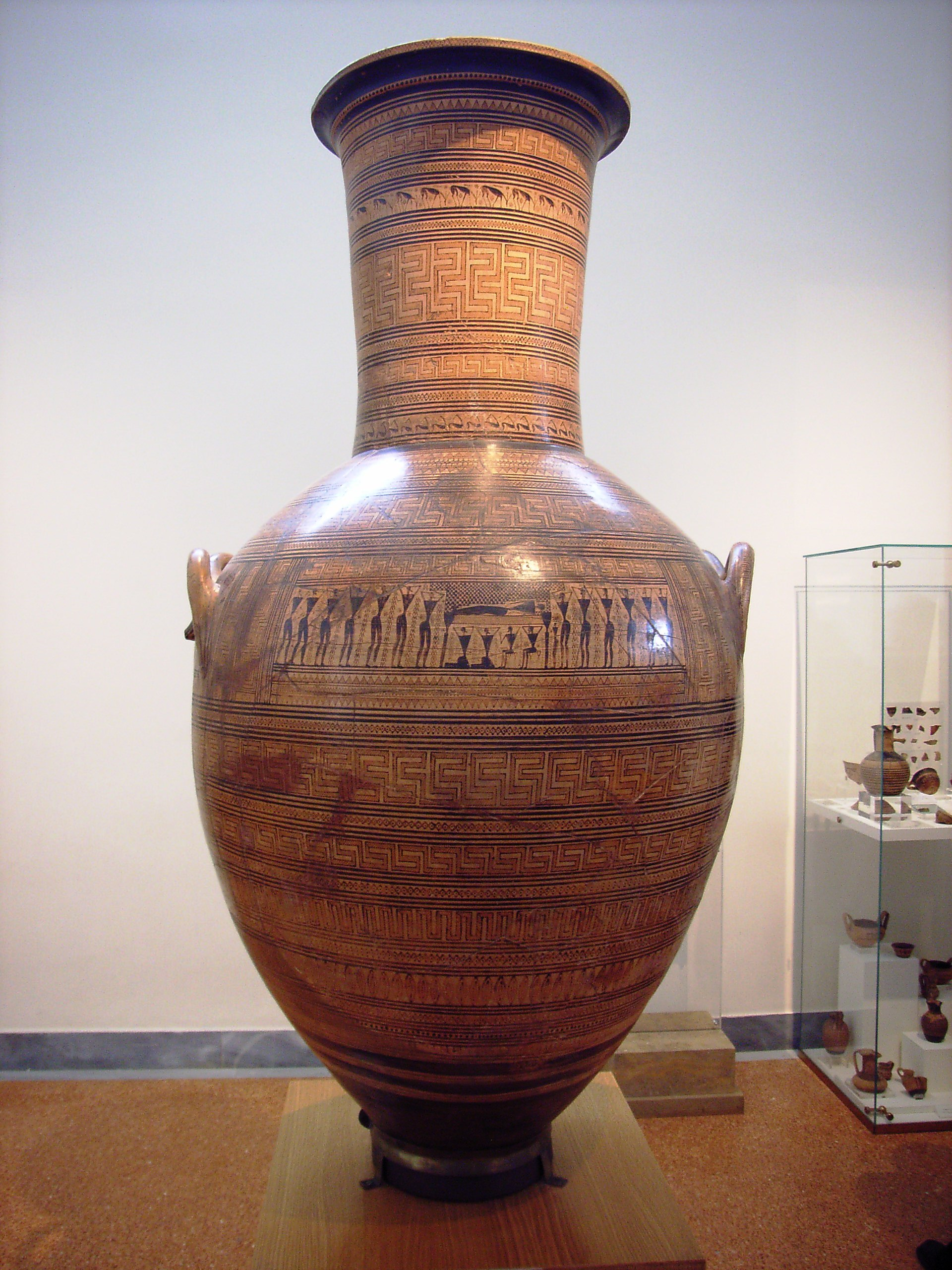
Vaso del Dipylon, 750 a.C. ca., ceramica dipinta, h 155 cm, Atene, Museo Archeologico nazionale 804.

Lo studio di riferimento per quanto riguarda la ceramica in stile geometrico è del 1968 , pubblicato da Nicolas Coldstream, con l'analisi delle dieci scuole regionali riconosciute e individuate e la suddivisione delle fasi cronologiche interne allo stile.
Lo stile geometrico riempiva la superficie dei vasi con motivi geometrici ordinati razionalmente e comprendenti meandri, cerchi, motivi a scacchiera e le varie possibili combinazioni. Già in queste opere si nota la presenza del principio di kòsmos e tàxis, ovvero ordine/universo e armonia, che è alla base dell'intera produzione artistica greca.
Sebbene nelle varie regioni greche il ritmo evolutivo non sia stato uniforme, nel periodo geometrico le forme di vita associata furono le medesime in tutto il territorio ellenico quindi molto simili sono le raffigurazioni vascolari. La figura umana iniziò a comparire con regolarità solo nell'ultima fase della produzione geometrica (dal Medio geometrico II, 800 a.C.) con scene di compianto, scene di vita reale, corse di carri e cortei funebri. La migliore produzione di questa fase annovera i grandi vasi funerari del Dìpylon, la "doppia porta" nella necropoli ateniese del Ceramico: alti fino a 175 cm, venivano posti sopra le tombe prima che si diffondesse l'uso delle stele. Il Vaso del Dipylon, nel Museo archeologico nazionale di Atene, è alto 155 cm e risale al 750 a.C. circa. In esso è raffigurata una scena di pròthesis, ovvero l'esposizione del defunto (una donna) con i personaggi rappresentati come figurette dal torso triangolare, stretto in vita, e le gambe di profilo, mentre le braccia sono sollevate sopra la testa in segno di disperazione; una figuretta più piccola è forse il figlio della defunta; essa è distesa sul catafalco, sotto il quale (ma probabilmente intendendo il dietro) stanno altre figurette; tutto intorno si sviluppa una ricca decorazione geometrica, ordinata nella disposizione non meno della scena figurata. Difficile è stabilire se si tratti di una scena mutuata dalla vita reale o della rappresentazione di un mito: forse entrambi i caratteri sono presenti. Scene simili si trovano in altri esemplari.